# Abu-Taixufín III
Abu-Taixufín III, anomenat «el Jove», fou emir de la dinastia abdalwadita de Tremissèn (Tlemcen).
Va succeir el seu pare Abu-Abd-Al·lah III Muhàmmad al-Mutawàkkil, vers el 1470. Va regnar molt breument (o quaranta dies o quatre mesos segons les fonts), en ser enderrocat i substituït pel seu germà Abu-Abd-Al·lah IV Muhàmmad ath-Thàbit (o ath-Thabití).